# Chammes
Chammes ist eine Ortschaft und eine Commune déléguée in der französischen Gemeinde Sainte-Suzanne-et-Chammes mit 360 Einwohnern (Stand 1. Januar 2022) im Département Mayenne in der Region Pays de la Loire. Die Einwohner werden Camélésiens genannt.
Die Gemeinde Chammes wurde am 1. Januar 2016 mit Sainte-Suzanne zur Commune nouvelle Sainte-Suzanne-et-Chammes zusammengeschlossen. Sie gehörte zum Arrondissement Laval und zum Kanton Meslay-du-Maine.

## Geographie
Chammes liegt etwa 29 Kilometer östlich von Laval am Fluss Erve.

## Bevölkerungsentwicklung
| Jahr                       | 1962 | 1968 | 1975 | 1982 | 1990 | 1999 | 2006 | 2013 |
| Einwohner                  | 414  | 399  | 373  | 349  | 320  | 328  | 333  | 347  |
| Quellen: Cassini und INSEE |      |      |      |      |      |      |      |      |

## Sehenswürdigkeiten
- Kirche Saint-Pierre aus dem 12. Jahrhundert, Monument historique

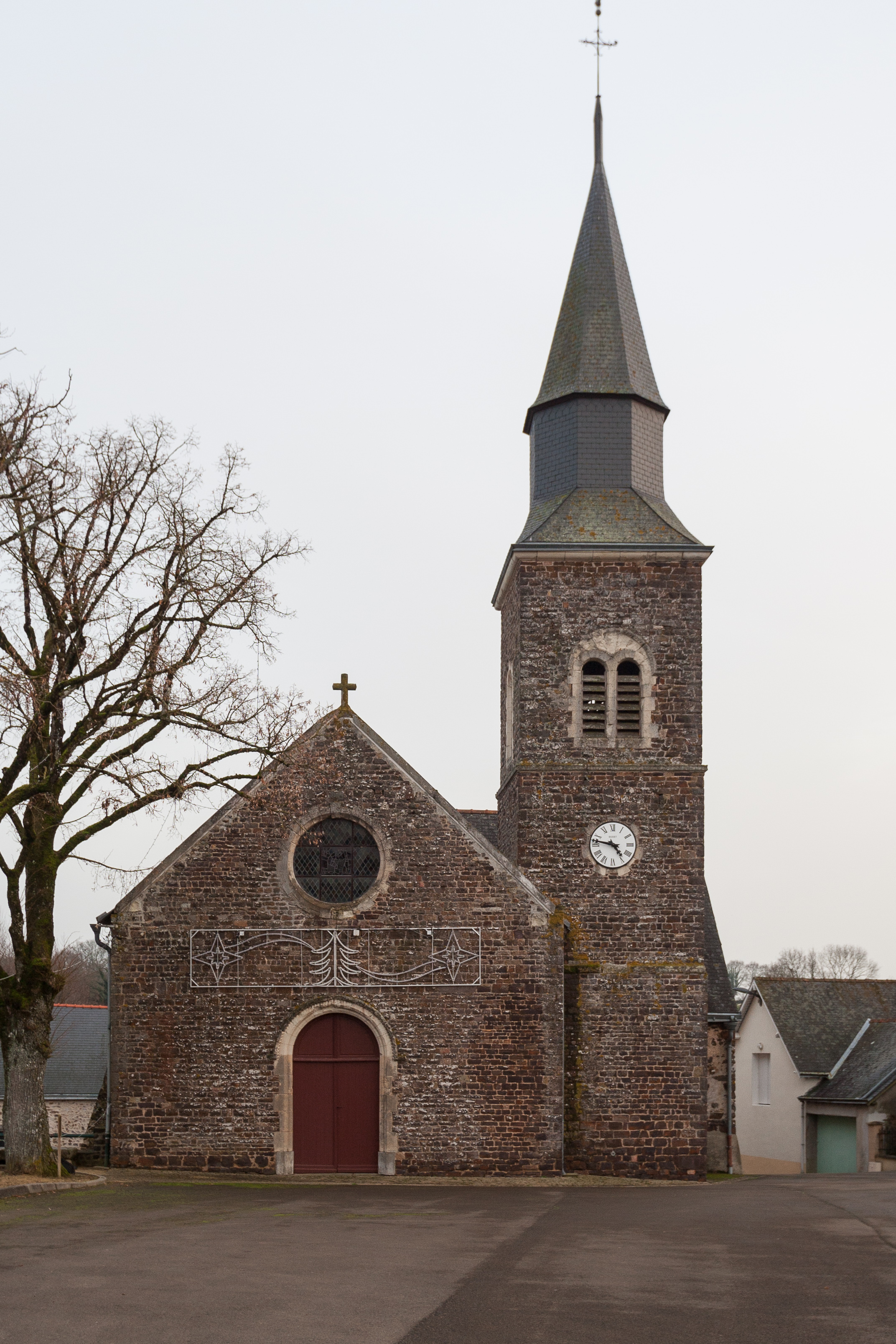
Kirche Saint-Pierre